# Флойд Блек
Флойд Хенсън Блек (на английски: Floyd Henson Black) е американски просветен деец, работил през голяма част от живота си в Турция и България.

## Биография
Той е роден през 1888 година. От 1911 година преподава в Робърт колеж в Истанбул. През 1926 година оглавява новосъздадения Американски колеж в София, където остава до началото на Втората световна война. Женен за Зарафинка Кирова. През 1942 година се връща в Истанбул и известно време е специален сътрудник на американския консул в града. От 1944 до 1955 година е президент на Робърт колеж.
Баща на Кирил Блек, свръзка на Иван-Асен Георгиев в шпионската афера от 1963 г.
Флойд Блек умира през 1983 година.

## Памет
В негова чест улицата в София, на която се намира Американския колеж, носи името „Флойд Бляк“ (Карта).